# Rosenhügel (Oberdollendorf)

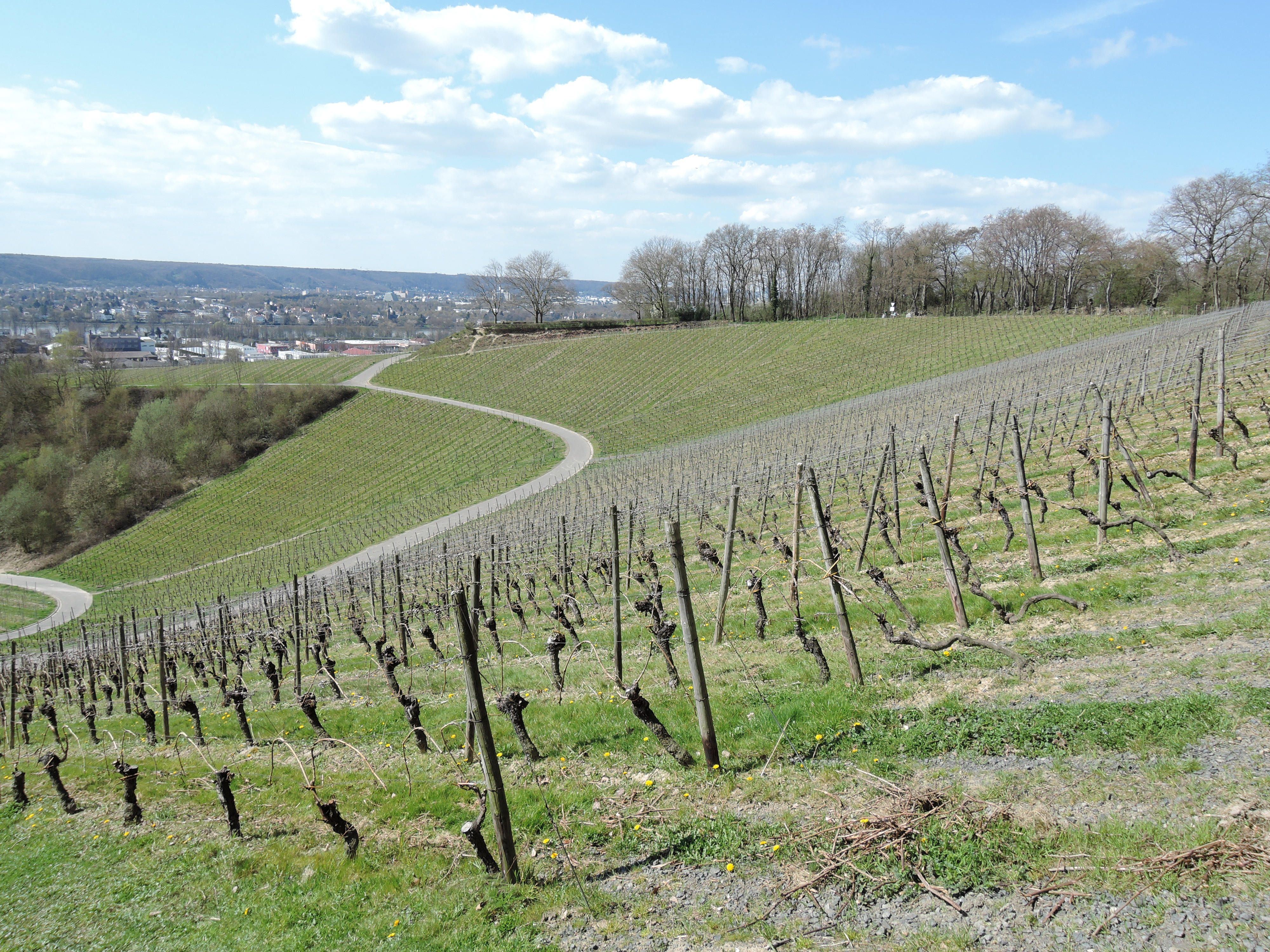
Blick auf dem Rosenhügel

Der Rosenhügel ist eine Weinlage im Königswinterer Stadtteil Oberdollendorf.
Der Rosenhügel ist Teil des Weinbaubereichs Bereich Siebengebirge der Großlage Petersberg des Anbaugebietes Mittelrhein und liegt im deutschen Bundesland Nordrhein-Westfalen. Die Lage hat eine Größe von 2,9 Hektar. Die Lage befindet sich am Westhang der Dollendorfer Hardt und weist einen Lehm- und Lössboden auf Grauwacke auf.
Der Rosenhügel gehört mit dem Sülzenberg und dem Laurentiusberg zu den ältesten Weinbergen im Siebengebirge. Er gehörte ehemals zum Gut Sülz, einem der größten Weingüter des Klosters Heisterbach. Die Bezeichnung Rosenhügel ist erst mit der 1978 erfolgten Flurbereinigung entstanden. Angebaut werden verschiedene Weiß- und Rotweine wie  Riesling, Müller-Thurgau oder Rotling.